# Kocúrová
Kocúrová je přírodní rezervace v oblasti Slovenský ráj.
Nachází se v katastrálním území obce Smižany v okrese Spišská Nová Ves v Košickém kraji. Území bylo vyhlášeno v roce 1974 na rozloze 16,72 ha. Ochranné pásmo nebylo stanoveno.